# Christophe Maé

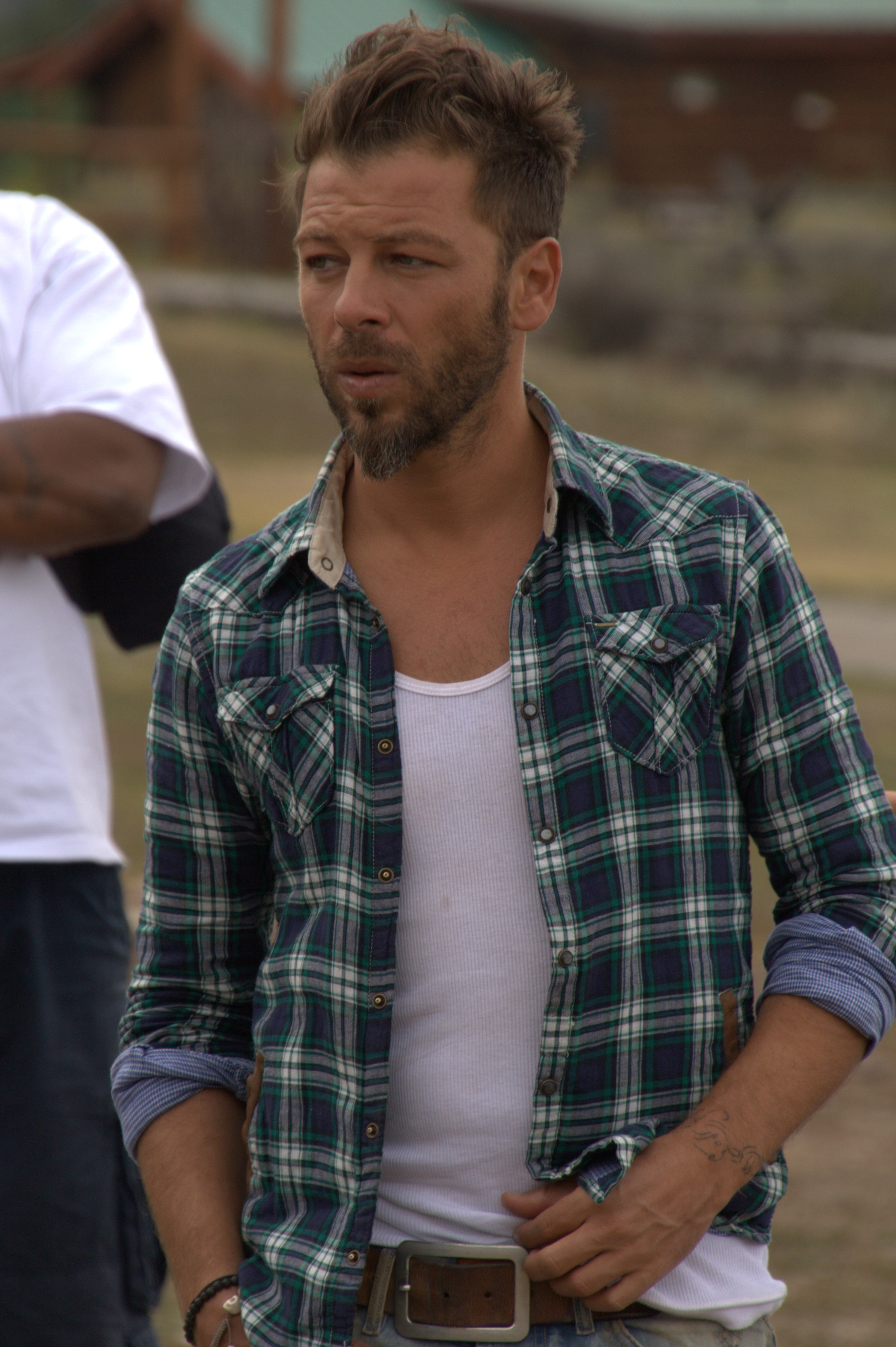
Christophe Maé (2011)

Christophe Maé (* 16. Oktober 1975 in Carpentras; eigentlich Christophe Guy Frédéric Martichon) ist ein französischer Sänger, dessen fünf Soloalben in Frankreich alle den ersten Platz der Charts erreichten.

## Biografie
Da sein Vater ein begeisterter Jazzmusiker ist, lernte Christophe Maé schon mit sechs Jahren Schlagzeug, Geige und Gesang. Er war auch ein ausgezeichneter Sportler, bis ihn mit sechzehn Jahren eine schwere Krankheit ans Bett fesselte. Er verbrachte die Zeit damit, Gitarre und Mundharmonika zu üben.
Danach widmete er sich ganz der Musik, spielte als Barmusiker in Südfrankreich und absolvierte als Achtzehnjähriger schon an die 200 Auftritte pro Jahr. Dabei spielte er eine Mischung aus Soul-, Blues- und Reggaestücken gemäß seinen musikalischen Vorbildern Stevie Wonder und Bob Marley.
2005 erhielt er einen Plattenvertrag und es entstand die Single J’ai la aime. Er stellte aber seine Solokarriere vorläufig zurück, nachdem er sich erfolgreich für das Musical Le Roi Soleil beworben hatte, das vom Sonnenkönig Ludwig XIV. handelt. Er erhielt die komische Rolle des Monsieur le frère du Roi, des exzentrischen, dem eigenen Geschlecht zugeneigten Bruder des Königs. Das Musical war sehr erfolgreich und verhalf Maé zu großer Popularität, auch durch das begleitende Album, das sich fast eine Million Mal verkaufte und ganze zwei Jahre (104 Wochen) in den Charts blieb.
Insbesondere die Stücke Ça marche und Et vice Versailles verhalfen ihm zur Auszeichnung als französische Neuentdeckung des Jahres bei den NRJ Music Awards im Januar 2007.
Daraufhin nahm Maé seine Solokarriere wieder auf und brachte ein eigenes Album heraus. Im März stieg Mon paradis sofort auf Platz zwei der französischen Charts ein und stieg dort ebenso wie in den wallonischen belgischen Charts auf Platz eins. Die Auskopplung On s’attache schaffte es im Mai ebenfalls bis auf Platz eins der französischen Singlecharts.

## Diskografie
Studioalben

| Jahr | Titel Musiklabel                       | Höchstplatzierung, Gesamtwochen, AuszeichnungChartplatzierungen (Jahr, Titel, Musiklabel, Platzierungen, Wochen, Auszeichnungen, Anmerkungen) | Höchstplatzierung, Gesamtwochen, AuszeichnungChartplatzierungen (Jahr, Titel, Musiklabel, Platzierungen, Wochen, Auszeichnungen, Anmerkungen) | Höchstplatzierung, Gesamtwochen, AuszeichnungChartplatzierungen (Jahr, Titel, Musiklabel, Platzierungen, Wochen, Auszeichnungen, Anmerkungen) | Anmerkungen                                                  |
| Jahr | Titel Musiklabel                       | FR | BEW | CH | Anmerkungen                                                  |
| ---- | -------------------------------------- | --- | --- | --- | ------------------------------------------------------------ |
| 2003 | Sa danse donne Selbstverlag            | — | — | — | Erstveröffentlichung: 2003                                   |
| 2007 | Mon paradis Warner Music France        | FR1 Diamant · (137 Wo.)FR | BEW1 Platin · (82 Wo.)BEW | CH18 ×2Doppelplatin · (63 Wo.)CH | Erstveröffentlichung: 19. März 2007 Verkäufe: + 1.000.000    |
| 2008 | Comme à la maison Warner Music France  | FR1 ×2Doppelplatin · (153 Wo.)FR | BEW1 Platin · (64 Wo.)BEW | CH13 Gold · (20 Wo.)CH | Erstveröffentlichung: 29. September 2008 Verkäufe: + 235.000 |
| 2010 | On trace la route Warner Music France  | FR1 Diamant · (107 Wo.)FR | BEW1 ×2Doppelplatin · (79 Wo.)BEW | CH3 Platin · (46 Wo.)CH | Erstveröffentlichung: 22. März 2010 Verkäufe: + 1.000.000    |
| 2013 | Je veux du bonheur Warner Music France | FR1 ×3Dreifachplatin · (126 Wo.)FR | BEW1 Gold · (97 Wo.)BEW | CH4 Gold · (32 Wo.)CH | Erstveröffentlichung: 10. Juni 2013 Verkäufe: + 320.000      |
| 2016 | L’attrape-rêves Warner Music France    | FR1 ×2Doppelplatin · (78 Wo.)FR | BEW1 Gold · (87 Wo.)BEW | CH2 (31 Wo.)CH | Erstveröffentlichung: 13. Mai 2016 Verkäufe: + 250.000       |
| 2019 | La vie d’artiste Warner Music France   | FR2 Platin · (73 Wo.)FR | BEW2 (68 Wo.)BEW | CH6 (10 Wo.)CH | Erstveröffentlichung: 25. Oktober 2019 Verkäufe: + 100.000   |
| 2023 | C’est drôle la vie Warner Music France | FR3 Platin · (60 Wo.)FR | BEW4 (36 Wo.)BEW | CH11 (3 Wo.)CH | Erstveröffentlichung: 17. März 2023 Verkäufe: + 100.000      |

## Auszeichnungen
- 2007: Neuentdeckung des Jahres bei den NRJ Music Awards
- 2008: Gewinn des "Victoire de la Musique" in der Kategorie "Le Groupe ou l’Artiste révélation du public de l'année"